# Caulinia inophylla
Caulinia inophylla là một loài thực vật có hoa trong họ Hydrocharitaceae. Loài này được (Lindl.) Kuntze mô tả khoa học đầu tiên năm 1891.